# Croce Zimbone
Croce Zimbone (Mineo, 16 gennaio 1912 – Catania, 3 dicembre 1998) è stato uno scrittore italiano, tra i letterati più importanti della Sicilia.

## Biografia
Croce Zimbone nasce in una famiglia numerosa, terzogenito di cinque figli, quattro maschi e una femmina. Dopo il diploma presso il liceo classico Spedalieri, nel 1930, i genitori non intendono più mantenerlo agli studi (solo al primogenito è consentito di andare all'Università: diverrà in seguito un noto avvocato). Così, a diciotto anni, superato un concorso di cancelliere presso la Corte d'Appello del Tribunale di Catania,  Zimbone si iscrive, a sue spese, alla Facoltà di Lettere e Filosofia e, mentre adempie ai suoi doveri di ufficio, frequenta i corsi e si laurea in Lettere Classiche con una tesi su Salvatore Farina.
L'inclinazione allo scrivere gli si manifesta ben presto (le prime cartelle della Favola di Villadoro risalgono al 1933) quando egli, nelle aule del tribunale dove il lavoro lo inchiodava per molte ore, spesso si estraniava stendendo le sue invenzioni e creando i suoi strampalati personaggi. Così, quel monotono e frustrante lavoro di ‘scribacchino’ (il termine è suo) pian piano si trasferiva e riprendeva nuova vita sulla carta, diveniva lo sfondo sul quale si svolgevano scenette stranissime ma probabili, quantunque si possa giurare che non ci capiterà mai di assistere, in questo pazzo mondo, a cose del genere. 
Nel 1947 vince, con il racconto La figlia del Sindaco, un concorso letterario bandito dal “Circolo della Stampa” di Catania e, l'anno successivo, con un altro racconto, Primo giorno di Villadoro, ottiene un premio dal quotidiano “La Sicilia”, giornale della cui terza pagina sarà collaboratore per lunghi anni, all'inizio con testi narrativi e in seguito con testi di critica letteraria. 
Intanto continua a lavorare come funzionario di gruppo B nell'amministrazione della giustizia fino al 1961, anno in cui si dimette volontariamente per intraprendere l'insegnamento, prima nella scuola media, quindi nei licei classici. E invero, la vocazione per questo magistero l'aveva mostrata fin da giovane quando aveva formato e istruito privatamente, dopo la scuola dell'obbligo,  il fratello più piccolo portandolo, con tenerezza mista a determinazione, fino alla licenza liceale. Peppino, iscrittosi in medicina e chirurgia, prenderà la laurea appena ventitreenne e vincerà  di lì a poco un concorso per medico condotto, ma morirà, tre anni dopo, cadendo da un dirupo nelle campagne di Roccella Valdemone, in provincia di Messina: questo dolore, per il quale il tempo «non fu quella tale medicina», accompagnerà Croce Zimbone fino al passo d'addio.
La passione per l'insegnamento è evidente anche nelle due riduzioni curate per la scuola media che egli attuò dei suoi volumi di racconti: intendeva così offrire alla sensibilità dei giovanissimi, non ancora o non del tutto viziati dalla diffusa decadenza del gusto, e quindi meglio disposti a farle proprie, le figurazioni della sua fantasia: una lettura semplice e allettante, cosparsa di battute che spesso attingono l'apice della più schietta ilarità. Nessun artificio nello stile, né disarmonie linguistiche; in più le noterelle, esplicative alcune, altre di apprezzamento estetico, e il compendio all'inizio di ogni episodio. In tal modo l'autore si augurava che il discente, a contatto col testo, sapesse rendersi spettatore e partecipe delle vicende rappresentate, fino a essere in grado di riassumerle in buona e adeguata forma. Riassunti scritti, ovviamente, magari riscritti, perché solo con tale esercizio (era sua ferma convinzione) si impara a usar la penna, oltraggiando sempre meno la grammatica, la sintassi, il vocabolario. E i suoi antichi alunni, ormai uomini fatti e affermati, lo ricordano ancora, grati per la ricchezza che ha loro trasmesso. Ecco alcune linee del commosso profilo che del ‘maestro’ ha tracciato con leggerezza di tocco un suo allievo di Mineo, Aldo Fichera:
Ricordo che con i miei compagni di classe eravamo preoccupati e attendevamo con apprensione la prima lezione. Quando arrivò il fatidico momento e il professor Croce Zimbone varcò la soglia dell'aula I B, il suo aspetto serio fece scendere un silenzio assoluto, mai successo prima. La cosa stupì anche lui. Infatti, piuttosto che salire in cattedra, si accostò ad essa, vi appoggiò sopra il cappello, il registro, un libro, e mentre si girava all'indietro per depositare il suo impermeabile blu all'appendiabiti, constatato il perdurante silenzio, proferì una frase che ancor oggi sia io, sia i miei compagni ci sentiamo rimbombare piacevolmente nelle orecchie: “Ragazzi è entrato il professore non un carabiniere”. Restammo spiazzati e ancora in silenzio, e lui allora chiamò con un cenno della mano il ragazzo dell'ultimo banco invitandolo al suo fianco e pregandolo di presentargli ad uno ad uno i compagni.
Dotato di una rara intelligenza – capace di tradurre agevolmente le opere più ostiche degli autori greci e latini e, a un tempo, di risolvere le più complesse espressioni matematiche -  Zimbone si formò, ancora giovanissimo, sulle opere di Benedetto Croce e di Francesco De Sanctis e sulle letture dei massimi rappresentanti della letteratura italiana ed europea. 
Radi, anche per la riluttanza dell'uomo a ogni forma di compromesso e di esibizione, i suoi rapporti col mondo culturale; e, del resto, i vari tentativi da lui sperimentati per farsi leggere ed eventualmente ospitare, quasi sempre fallirono. Solo una volta la sorte gli arrise, quando inviò  al “Corriere della Sera” un suo racconto lasciando intendere di averne ritrovato il manoscritto, senza firma, fra le carte dell'archivio Capuana, a Mineo, e che, quindi, potesse trattarsi di uno scritto inedito del suo più illustre compaesano. Il racconto -  già trasmesso al medesimo giornale nel '74 e finito regolarmente nel cestino - il 21 dicembre 1975 venne pubblicato a tutta pagina dal foglio milanese, e una équipe di studiosi di rango universitario, particolarmente esperti in ‘verismo’, in ‘capuanismo’ e in ‘verghismo’, vi scorse tali pregi da congetturarlo composto «a quattro mani» dal Verga e dall'autore del Marchese di Roccaverdina. Solo anni dopo lo stesso Zimbone confessò,  suscitando clamore e ‘scandalo’,  di esserne l'autore e di aver fatto ricorso a quell'espediente per venire finalmente notato dai critici, che non si erano mai occupati seriamente di lui. E a chi lo intervistava ebbe a dichiarare: «Io ho tentato solo di interessare la critica alla mia attività letteraria. Lei sa che quel mattacchione di don Lisi fece qualcosa di simile con Lionardo Vigo, con Mario Rapisardi e con espertissimi filologi ai quali rifilò sue composizioni in versi come odi di un fantomatico poeta danese? Aveva il talento, il gusto della beffa: un giuoco d'ingegno fine ed elegante. Il mio non è stato uno scherzo, né uno sberleffo. Tutt'altro!»
Certo, più che ideatore di burle letterarie, Zimbone è uno scrittore che ha dedicato la vita intera alla letteratura e all'arte, come si deduce dal giudizio espresso nella ‘Presentazione’ che un autorevole italianista, Fernando Palazzi, stese per il primo volume di racconti dell'autore mineòlo, La favola di Villadoro. Scrive fra l'altro Palazzi di 
[...] una prosa fresca, un umorismo malizioso e sottile e discreto, uno stile finemente bulinato come una filigrana, e immagini nitide, e una vena fluida, spontanea, quasi ingenua di schietta poesia. 
E continua: 
Croce Zimbone si è inserito come scrittore nella più sana tradizione (che resta) dei narratori nostri, e specialmente della narrativa siciliana. Egli non è di quegli scrittori sfarfallanti dietro la moda (che passa) di narrare, con frasi singhiozzate e un linguaggio da epilettici, racconti scollacciati e piccanti. Oh, no! Egli è un narratore ridanciano, ma senza scurrilità, senza offese alla pudicizia. Ride dei suoi strambi personaggi e delle loro idee, ma compostamente e direi quasi con affetto. E se il quadro che ne risulta è, nei particolari, realistico, impersonale, obiettivo, diventa invece fantasmagorico e personalissimo il modo paradossale di accozzare e variamente combinare questi stessi particolari; nel che sta la sua originalità e la vera inconfondibile caratteristica della sua arte.
Di particolare interesse filologico  è La Biblioteca Capuana, nella quale Zimbone raccolse con amorevole cura manoscritti e carteggi superstiti, editi e inediti, del suo celebre concittadino. Scrive: 
[…] mosso dalla pietà del natìo loco, ho radunato pazientemente, religiosamente, le fronde sparte […] e le raccomando a quanti, non ideologicamente «impegnati», attribuiscono ancora un pregio alle letterarie fantasie. Arrecherà, questo, un qualche conforto alla mesta Ombra dello scrittore? Gli attenuerà lo strazio pel saccheggio che, sconciamente e impunemente, si è fatto delle sue cose più care? Davvero dobbiamo augurarcelo, almeno per non sentirci, noi di Mineo, troppo perseguìti dal rimorso di tanto colpevole negligenza. 
Nel volume sono ripubblicate le 55 lettere di Verga, conservate a Mineo, stampate alcuni anni prima insieme con altre 20, a cura di Gino Raya (Le Monnier, 1975). Zimbone le ripubblica correggendone le parecchie sviste di trascrizione: lavoro prezioso se è vero che l'inesatta copiatura del testo aveva reso in alcuni casi inintelligibile il pensiero del Verga (si vedano, per es., le Lettere del 22 gennaio 1875 o del 30 novembre 1880, ma anche in tante altre missive le varie inesattezze, anche se meno gravi, hanno la loro importanza quando si tratta di un autore come Verga).
Negli ultimi anni della sua vita attendeva a una lettura critica di Pian della Tortilla. Curiosa coincidenza che fa pensare: nel tempo stesso che in Sicilia nasceva Villadoro coi suoi Mero Mero e Papacioca e Castofiore, nella remota Monterey, in California, veniva alla luce il romanzo di Steinbeck, coi suoi Danny e Pilon e Gesù Maria Corcoran. L'affinità fra i due testi è notevole. In entrambi, l'intreccio trae origine da uno spontaneo moto interiore, lirico e picaresco insieme; in entrambi è profusa ironia e saggezza; in entrambi i personaggi acquistano gradatamente autonomia e pienezza di umano significato per via di un arricchimento espressivo che pare non debba mai esaurirsi. Quanto diverso però il loro destino! Mentre i “paisanos”, appena nati, correvano il mondo, i villadorini se ne stavano relegati nel loro paesello, come in soggiorno obbligato. E vi stanno tuttora; o meglio, per usare ancora le parole di Zimbone, sono stati dai critici messi «in salamoia, a dormire della grossa», mentre essi conducono, ormai da decenni, la lotta per il sacrosanto riconoscimento dei loro diritti. «I diritti del personaggio - non meno inalienabili dei diritti dell'uomo – la cui azione morale, in seno alla società, incide di più che non quella di un vescovo mitrato».
Con questa amarezza, stanco e deluso, chiuderà gli occhi a Catania il 3 dicembre 1998.
In questo volume sono ora riunite le due raccolte di racconti dello scrittore siciliano, pubblicate per la prima volta rispettivamente nel 1959 e nel 1969. In esse è la fantasia a dare il primo impulso all'evolversi delle varie azioni, e dei sentimenti in esse trasfusi, con personaggi che, movendosi nello stesso ambiente, fra immaginoso e paesano, sembrano compagni venuti a trovarsi per caso nella medesima barca, protagonisti di avventure, a prima vista di esigua importanza e fuori della comune esperienza, in realtà, ad affissarle, semplicemente umane e plausibilissime. Sono narrazioni ora surreali, nelle quali l'autore sorride delle stravaganze dei suoi simili, ora per certi aspetti ‘veristiche’, con scenette, cioè, di sapore locale, in cui egli, accogliendo in sé, con simpatia, un contenuto di estrazione provinciale, rivela, intrisa di comicità e di pathos, la sua visione della vita, multiforme e appassionante spettacolo dominato dalla follia e dalla morte.

## Opere
1. La favola di Villadoro, SEI, 1959 (2ª ediz.,  col titolo Una bolla di sapone, 1988. Ediz. ridotta, curata per la Scuola Media, col titolo La rivolta delle vedove, 1988).
2. Un gradino in più,  Editoriale Grafica,  Catania 1969 ( 2ª ediz., col titolo Galeotto fu il cappotto, 1991. Ediz. ridotta, curata per la Scuola Media e col titolo Celestina, 1992).
3. Segnalazioni critiche. Saggi su Luigi Capuana, Salvatore Farina, Arturo Graf, Ada Negri, ed. Greco, Catania 1981.
4. La Biblioteca Capuana. Manoscritti e carteggi,  ed. Greco, Catania 1982.
5. Aperta l'udienza!. Tre atti unici, ed. C.U.E.C.M, Catania 1991.
6. Narrazioni di opere famose, ed. Giannotta, Catania 1992 (1ª ediz.  in Trame d'oro. Sintesi di rinomate opere in prosa e in versi, UTET, 1958).
7. Traduzione italiana di Platone, Protagora  (inedita).

Sull'opera narrativa di Croce Zimbone si vedano ora le pagine critiche, a cura di Antonio Di Grado, Rosa Maria Monastra, Gisella Padovani e Mario Tropea, nel volume: Il verismo fra Sicilia e Grecia. In Appendice testi critici su Croce Zimbone, Atti dell'Incontro Internazionale (Catania, 16 dicembre – Mineo 17 dicembre 2005), in Quaderni del Dipartimento di Filologia Moderna 11, Università degli Studi, Catania 2008.

## Studi e convegni dedicati a Croce Zimbone
- Il Verismo fra Sicilia e Grecia, Atti dell'Incontro Internazionale, Catania 16 dicembre, Mineo 17 dicembre 2005, Università degli Studi di Catania, Quaderni del Dipartimento di Filologia Moderna.
- Matteo Miano, I racconti di Croce Zimbone e "Il Verismo fra Sicilia e Grecia", giugno 2008.
- Il 26 gennaio 2009 a Paternò presso l'Hotel Sicilia si è tenuta una conferenza riguardante Croce Zimbone organizzata dal Rotary Club Paternò-Alto Simeto. Sono intervenute la prof.ssa Anna Zimbone, docente di greco moderno nella facoltà di Lingue dell'Università di Catania, e la prof.ssa Rosa Maria Monastra, docente di letteratura italiana nella stessa facoltà.[1]